# Илия Мотов
Илия Костадинов Мотов е български общественик, деец на Българската комунистическа партия.

## Биография
Роден е на 13 май 1906 година в драмското село Скрижово, тогава в Османската империя. През 1921 година е тютюноработник в Станимака, където става член на Българския комунистически младежки съюз. В 1925 година влиза в БКП и в периода 1925 – 1929 година е завеждащ селските партийни организации при околийския комитет на партията в Станимака. Между 1929 и 1931 година е член на районен комитет на БКП в Пловдив. От 1931 до 1933 година провежда военната линия на окръжния комитет на БКП в Пловдив. След провал в Пловдивските казарми излиза в нелегалност. През 1934 година е обграден от полицията, убива полицай, но е заловен. Осъден на смърт, но присъдата не е изпълнена и Мотов лежи в затворите в Сливен, Плевен и на други места. След Деветосептемврийския преврат, между септември 1944 и 1946 година е секретар на 3-ти районен комитет на БКП в Пловдив. От 1946 до 1947 година е завеждащ организационния отдел на градския комитет на БКП в Пловдив. Между 1947 и 1948 година е инструктор при областния комитет на БКП в града. След това до 1949 година е управител на Държавния спиртен монопол в Пловдив. В периода октомври 1949 – септември 1950 година е първи секретар на окръжния комитет на БКП в Пловдив. През септември 1950 година е назначен за секретар на окръжния комитет на БКП в Пловдив, отговарящ за отдел „Партийни, профсъюзни и младежки органи“.